# Лежећи акт
Лежећи акт (фр. Nu couché), позната као и Црвени акт, је уље на платну које је насликао италијански сликар Амедео Модиљани 1917. године. То је његова највише пута реплицирана и излагана слика. Такође, 9. новембра 2015. године на аукцији у кући Кристи у Њујорку, је продана за рекордних 170,4 милиона долара, доспевши на листу најскупљих слика на свету.
Овај акт је један од славних које је уметник насликао 1917. године за своју прву и једину самосталну изложбу у Галерији Берте Вајл, коју је затворила полиција због неморала. Настала је у време покровитељства пољског препродавача уметнина, Леополда Збровског, Модиљани сликао углавном само актове како би „обновио и поновно оживио акт као мотив модерне уметности”. Наиме, Модиљани је наставио традицију Тизианове Венере од Урбина која је славила страственост људског тела, а коју су поновно покренули сликари као што су Пикасо и Матис деценију пре.
Први власник јој је био Леополд Зборовски, но од тада је неколико пута мењала власника док није завршила код Лауре Матиоли Роси из Милана пре велике продаје 2015. године. Слику је купио кинески бизнисмен Ли Којан из Пекинга.